# سفارت ارمنستان در پراگ

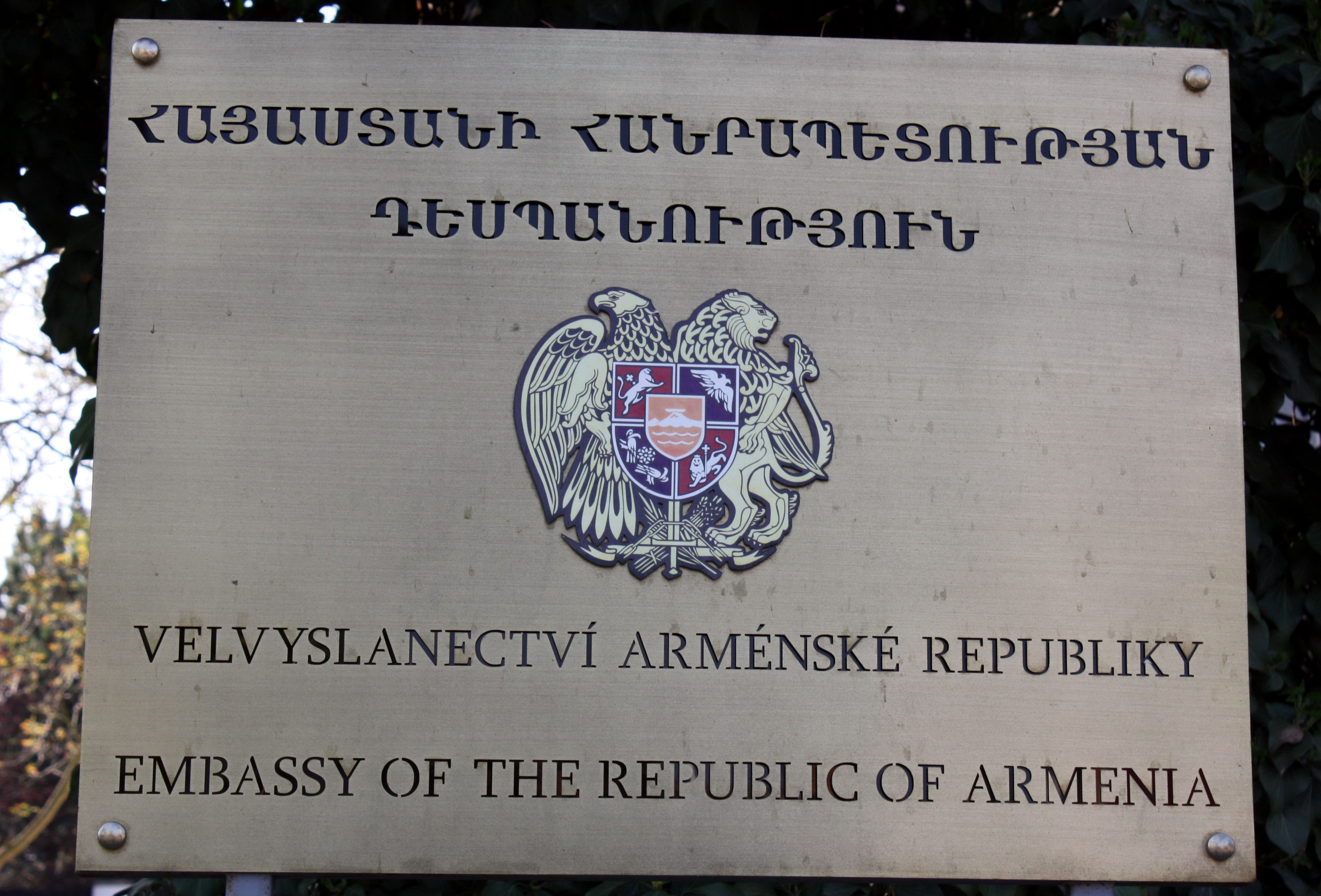

سفارت ارمنستان در پراگ (ارمنی: Չեխիայում Հայաստանի դեսպանություն؛ چکی: Arménské velvyslanectví v Praze)، نمایندگی دیپلماتیک جمهوری ارمنستان در پراگ پایتخت جمهوری چک می‌باشد که در شماره ۱۴۱۱/۹۵ خیابان Na pískách، در منطقهٔ ۶، پراگ واقع شده‌است. روابط دیپلماتیک بین دو کشور (hy) در ۳۰ مارس ۱۹۹۲ برقرار شده‌است. هم‌اکنون آشوت هواکیمیان مقام سفیر جمهوری ارمنستان در پراگ را عهده‌دار است.

## اطلاعات
- آدرس: Na pískách 1411/95, Praha 6 - Dejvice
- تلفن:
- جمهوری چک، اسلوونی، کرواسی و مونته‌نگرو

## فهرست سفیران
- تیگران سیرانیان[۱] (۲۰۱۱–۲۰۱۸)
- آشوت هواکیمیان (۲۰۰۶–۲۰۱۱)
- جیوان تابیبیان (۲۰۰۱–۲۰۰۶)
- ساموئل مکرتچیان (۱۹۹۷–۱۹۹۸)
- آشوت ووسکانیان (۱۹۹۶–۱۹۹۷)